# Friedrich von Gagern (författare)
Friedrich von Gagern, född 26 juni 1882, död 15 november 1947, var en österrikisk författare.
Friedrich von Gagern var sonson till Maximilian von Gagern. Han skrev en mängd populära romaner och noveller med ytterst växlande miljö, till exempel Im Büchsenlicht (1908), Kolk der Rabe (1911), Der böse Geist (193), Die Wundmale (2 band, 1919), Das nackte Leben (1923), Ein Volk (1924), Der tote Mann. Roman der roten Rasse (1927), Die Strasse (1929) och Der Jäger und sein Schatten (1940). Geister, Gänger, Gesichte, Gewalten (1932) är en samling spökhistorier. Gagern, som även skrev skådespel, blev främst känd som berättare av spännande jakt-, djur- och äventyrshistorier.